# Chevrolet Express (concept car)
Cet article concerne le concept car de 1987. Pour la camionnette full-size, voir Chevrolet Express.
La Chevrolet Express est un concept car créé en 1987 par Chevrolet. La voiture comportait un toit qui s'ouvrait pour permettre l'entrée, fonctionnait avec un moteur à turbine à gaz, était capable de 150 miles par heure et était en fibre de carbone. La voiture avait des commandes au volant, des instruments et trois écrans montés sur le tableau de bord, et des caméras remplaçant les rétroviseurs,,,.
La voiture est également vue dans Retour vers le futur 2 à l'arrivée de Marty en 2015.